# ميناء دار السلام

ميناء دار السلام هو ميناء يقع في دار السلام، تنزانيا. الميناء هو واحد من ثلاثة موانئ بحرية في البلاد ويتعامل مع أكثر من 90٪ من حركة الشحن في تنزانيا.